# Cereopsius exoletus
Cereopsius exoletus är en skalbaggsart som beskrevs av Francis Polkinghorne Pascoe 1857. Cereopsius exoletus ingår i släktet Cereopsius och familjen långhorningar. Inga underarter finns listade i Catalogue of Life.